# Elisabetta Caminer
Elisabetta Caminer (née le 29 juillet 1751 à Venise) est une journaliste et écrivain italienne.

## Biographie
Fille de Domenico Caminer, Elisabetta naquit à Venise en 1751. Dès son enfance elle montra le goût le plus vif pour l’étude ; elle employait à la lecture tous les moments qu’elle pouvait dérober aux occupations ordinaires de son sexe. Son père, voyant ses heureuses dispositions, ne négligea rien pour les développer ; et, dès qu’elle fut en âge de lui rendre quelques services, il la chargea de mettre au net ses manuscrits et de classer sa correspondance. Dans les loisirs que lui laissait ce travail, elle apprit les langues étrangères. A dix-huit ans, elle traduisit en italien L'Honnête Criminel, ou l'Amour filial, drame de Fenouillot de Falbaire, qui fut représenté dans les principales villes d’Italie : c’était son premier ouvrage. L’extrême bienveillance que lui témoigna le public fut pour elle un encouragement, et depuis il ne parut pas sur les théâtres de Paris, de Londres, ou d’Allemagne une seule pièce remarquable qu’elle ne s’empressât d’en offrir la traduction à ses compatriotes. En 1771, elle épousa le docteur Turra de Vicence ; et quoiqu’elle eût suivi son mari dans cette ville, lorsque son père, à raison de ses vastes travaux littéraires, fut forcé de quitter la rédaction du Giornale enciclopedico, elle le continua du 82e au 233e volume. Malgré ses occupations, Élisabeth s’était chargée de donner des leçons de déclamation à quelques jeunes gens. Elle avait fait construire, pour exercer ses élèves, un petit théâtre qui n’était fréquenté que par une société choisie. Un soir que, fatiguée, elle entrait dans une chambre voisine du théâtre pour s’y reposer, un soldat ivre, qui ne la connaissait pas, voulut l’arrêter, et lui donna un coup de poing dans l’estomac. Cet accident lui occasionna une maladie dont elle mourut en 1796, à 45 ans, vivement regrettée de tous les amis des lettres. Elle entretenait une correspondance suivie avec la plupart des auteurs dramatiques de l’Europe. Parmi ses compatriotes, elle avait pour amis Francesco Albergati Capacelli, avec qui, disait-on, elle avait dû se marier : les abbés Fortis et Bertola, Francesco Gritti, le célèbre Carlo Gozzi, etc.

## Œuvres

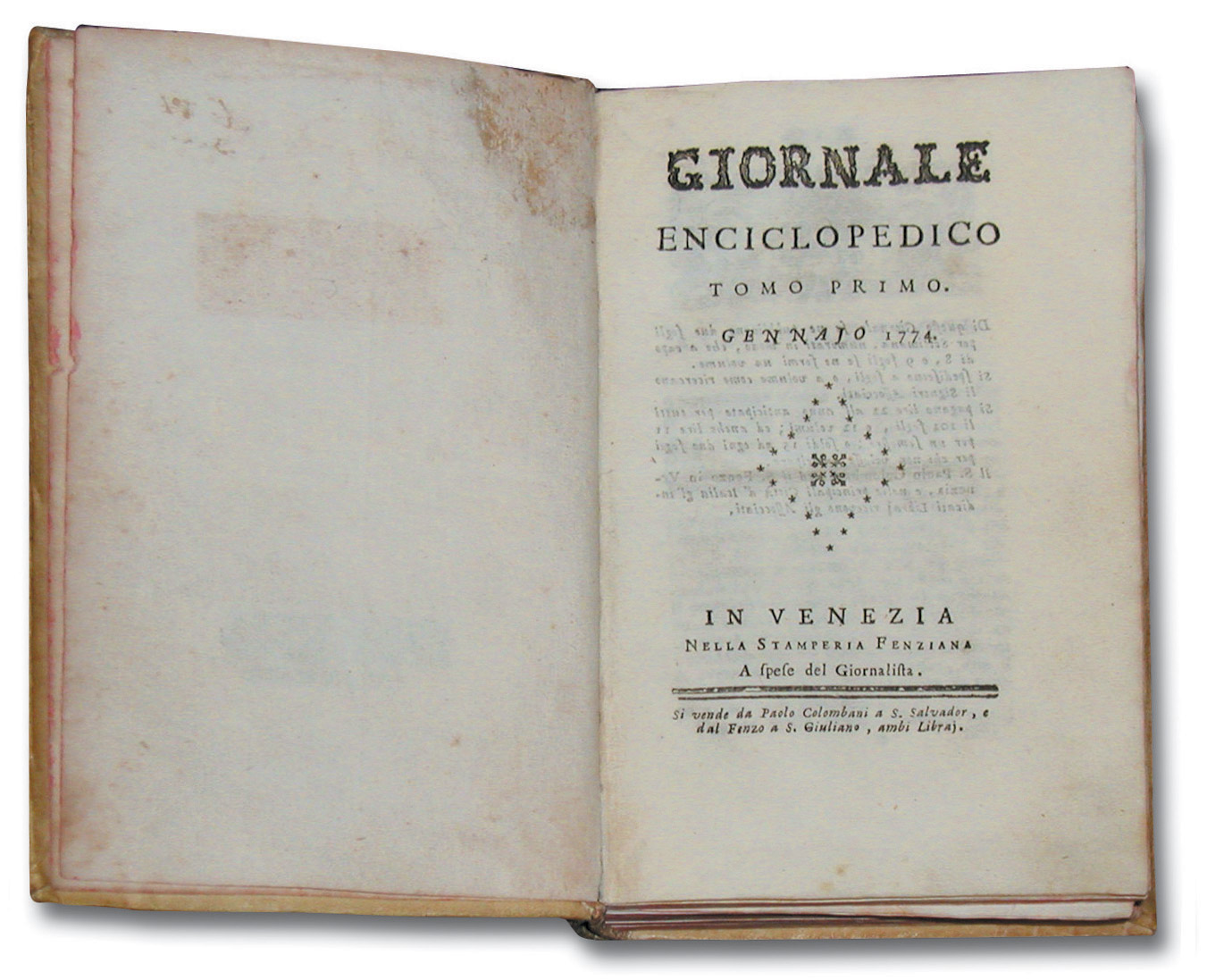
Giornale Enciclopedico edito da Elisabetta Caminer Turra, Stamperia fenziana, Venezia

Elle a laissé un grand nombre d’ouvrages. Outre ses Raccolte di composizioni teatrali, tradotte, Venise, 1772, 74, 76, en 20 vol. in-8°, on lui des traductions des œuvres de Shakespeare, en prose ; du Tableau de l’histoire moderne de Méhégan ; des Contes moraux de Marmontel ; de l’Ami des enfants de Berquin, et des œuvres pastorales de Gessner. Cette dernière traduction est excellente ; elle a été réimprimée plusieurs fois. Le P. Moschini promettait, en 1818, une biographie spéciale de cette femme distinguée, et il avait déjà recueilli des matériaux pour cet ouvrage. (Voy. la Letteratura Veneziana del secolo 18, t. 4, p. 125.)